# شیلینگ سومالی‌لند
شیلینگ سومالی‌لند (به انگلیسی: Somaliland shilling) (به عربی: شلن صومالیلاندی) یکای پول رایج در کشور سومالی‌لند است. مسئولیت کنترل این یکای پول بر عهدهٔ بانک سومالی‌لند قرار دارد.

## سکه‌ها
| نگاره | نگاره | بها       | شرح | شرح                        | تاریخ انتشار |
| رو    | پشت   | بها       | رو | پشت                        | تاریخ انتشار |
| ----- | ----- | --------- | --- | -------------------------- | ------------ |
|       |       | ۱ شیلینگ  | کبوتر سومالی | نوشته بانک سومالی‌لند و بها | ۱۹۹۴         |
|       |       | ۵ شیلینگ  | دو سکه با این بها وجود دارد که هردو در ۲۰۰۲ منتشر شدند. اولی با نگاره ریچارد فرانسیس برتون و دومی با نگاره خروس | نوشته بانک سومالی‌لند و بها | ۲۰۰۲         |
|       |       | ۱۰ شیلینگ | میمون | نوشته بانک سومالی‌لند و بها | ۲۰۰۲         |
|       |       | ۲۰ شیلینگ | گری‌هوند | نوشته بانک سومالی‌لند و بها | ۲۰۰۲         |

## اسکناس‌ها
بیشتر اسکناس‌ها بین سال‌های ۱۹۹۴ تا ۲۰۱۱ به چاپ رسیده‌اند. هم‌اکنون تنها اسکناس‌های ۱۰۰، ۵۰۰، ۱۰۰۰ و ۵۰۰۰ شیلینگ در گردشند.

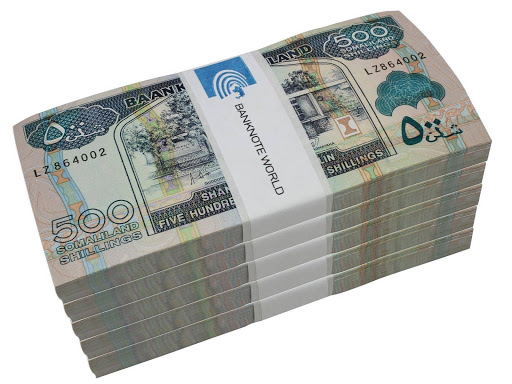
اسکناس‌های ۵۰۰ شیلینگ

| نگاره | نگاره | بها          | رنگ     | شرح                                | شرح                                                              | تاریخ(های) انتشار                              |
| رو    | پشت   | بها          | رنگ     | رو                                 | پشت                                                              | تاریخ(های) انتشار                              |
| ----- | ----- | ------------ | ------- | ---------------------------------- | ---------------------------------------------------------------- | ---------------------------------------------- |
|       |       | ۵ شیلینگ     | سبز     | کاروان شتر در نزدیکی هرجیسا        | ساختمان پیشین مجلس نمایندگان، هم‌اکنون دیوان عالی در هرجیسا، کودو | ۱۹۹۴                                           |
|       |       | ۱۰ شیلینگ    | ارغوانی | کاروان شتر در نزدیکی هرجیسا        | ساختمان پیشین مجلس نمایندگان، هم‌اکنون دیوان عالی در هرجیسا، کودو | ۱۹۹۴، ۱۹۹۶                                     |
|       |       | ۲۰ شیلینگ    | قهوه‌ای  | کاروان شتر در نزدیکی هرجیسا        | ساختمان پیشین مجلس نمایندگان، هم‌اکنون دیوان عالی در هرجیسا، کودو | ۱۹۹۴، ۱۹۹۶                                     |
|       |       | ۵۰ شیلینگ    | آبی     | کاروان شتر در نزدیکی هرجیسا        | ساختمان پیشین مجلس نمایندگان، هم‌اکنون دیوان عالی در هرجیسا، کودو | ۱۹۹۶، ۱۹۹۹                                     |
|       |       | ۱۰۰ شیلینگ   | خاکی    | اسکله بربره، بز و گوسفند سومالیایی | بانک سومالی‌لند در هرجیسا                                         | ۱۹۹۴، ۱۹۹۶، ۱۹۹۹، ۲۰۰۲، ۲۰۰۵، ۲۰۰۶، ۲۰۰۸، ۲۰۱۱ |
|       |       | ۵۰۰ شیلینگ   | آبی     | اسکله بربره، بز و گوسفند سومالیایی | بانک سومالی‌لند در هرجیسا                                         | ۱۹۹۴، ۱۹۹۶، ۱۹۹۹، ۲۰۰۲، ۲۰۰۵، ۲۰۰۶، ۲۰۰۸، ۲۰۱۱ |
|       |       | ۱,۰۰۰ شیلینگ | قرمز    | اسکله بربره، بز و گوسفند سومالیایی | بانک سومالی‌لند در هرجیسا                                         | ۲۰۱۱، ۲۰۱۲، ۲۰۱۴، ۲۰۱۵                         |
|       |       | ۵,۰۰۰ شیلینگ | سبز     | سه شتر و سه بز                     | بانک سومالی‌لند در هرجیسا                                         | ۲۰۱۱، ۲۰۱۲، ۲۰۱۵                               |